# Istoria Londrei
Londra, capitala Regatului Unit al Marii Britanii și al Irlandei de Nord, are o istorie care datează încă de acum 2000 de ani. În tot acest timp s-a dezvoltat, devenind una dintre cele mai mari capitale  ale lumii, atât pe plan financiar, cât și pe plan cultural. 
Pe de altă parte, a avut și experiențe nefericite, ca războiul civil,ciuma,incendii devastatoare, bombardamente aeriene și atacuri teroriste.

## Etimologia
Etimologia numelui Londra este incertă. Au fost multe teorii diferite avansate de-a lungul secolelor pentru originea numelui, cele mai multe putând fi respinse ca fanteziste pe motive lingvistice sau istorice, în timp ce câteva au o oarecare plauzibilitate. Nici una nu are vreo dovadă concludentă. Fapt este că în anul 43 d.Hr. romanii îl numeau Londinium.

## Legende referitoare la întemeiere și Londra în preistorie
În conformitate cu legenda „Historia Regnum Britanniae” („Istoria Regilor britanici”) de Geoffrey of Monmouth, Londra a fost întemeiată de Brutus din Troia după ce i-a învins pe giganții Gog și Magog și a fost cunoscută ca „Caer Troia”, „Troia Nova” (denumiri în limba latină pentru „Noua Troia”), care, conform unei etimologii aproximative, s-a transformat în Trinovantum. 
Trinovantes erau un trib din Epoca Fierului care a locuit în zonă înainte de venirea romanilor. 
Geoffrey îi atribuie Londrei preistorice un șir de regi legendari ca Regele Lud, fiul lui Heli, care, așa cum susține autorul, i-a dat așezării numele „CaerLudein”, de la care derivă denumirea de Londra (London, în limba engleză), și care a fost înmormântat la Ludgate.
Totuși, în ciuda unor săpături ample, arheologii nu au găsit nicio dovadă cu privire la existența unei așezări importante în zonă datând din preistorie. 
Au fost descoperite dovezi arheologice din epocă, referitoare la practicarea agriculturii, înhumări și urme de locuire, dar nimic important. 
Se consideră că existența unui oraș înainte de epoca romană nu este credibilă, dar, cum unele din orașele romane au rămas neexcavate, este posibil ca o asemenea așezare să fie încă nedescoperită.
În preistorie, Londra a fost mai mult o zonă rurală cu așezări răslețe. Obiecte scumpe ca scutul de la Battersea, găsit în râul Tamisa în apropiere de Chelsea, sugerează că zona a fost importantă; este posibil ca așezări importante să fi fost la Egham și Brentford și a fost un castru la Uppall, dar nici un oraș nu a fost găsit în regiunea Londrei romane, zonă care în prezent este cunoscută drept „centrul comercial al Londrei” (City of London).
Numeroase vârfuri de lance și arme din epoca bronzului și din epoca fierului au fost descoperite în apropiere de malurile Tamisei, în regiunea Londrei, multe dintre acestea având urme de folosire în luptă. Aceste obiecte sugerează că Tamisa era o frontieră importantă între triburi.
În anul 2002, săpăturile efectuate pentru serialul „Time Team” produs de Canalul 4 al BBC, au decopertat o serie de bușteni înfipți vertical în pământ în apropiere de clădirea SIS din Vauxhall care sugerează că aici a existat un pod sau un stăvilar acum 3000 de ani.

## Londra în epoca romană

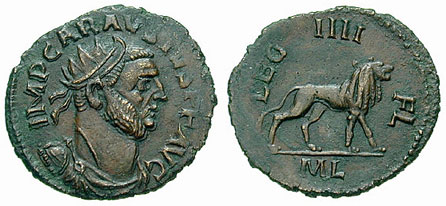
Monede cu chipul lui Marcus Aurelius Mausaeus Valerius Carausius bătute de monetăria din Londinium

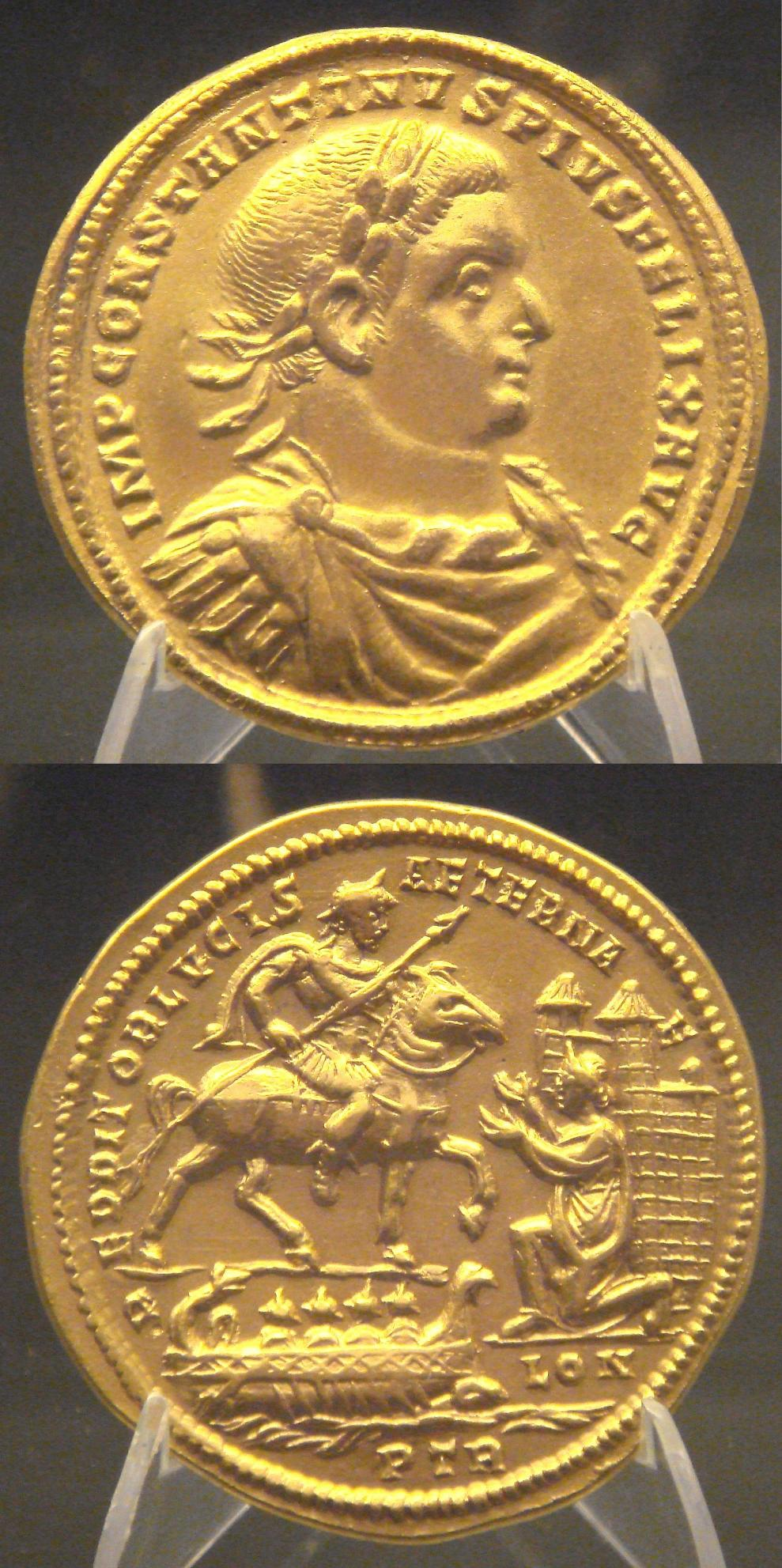
O medalie care îl reprezintă pe Constantius I capturând Londra (inscripția LON) în anul 296 după victoria asupra lui Allectus.

Romanii au organizat Londinium ca oraș civil la vreo 7 ani de la invazia din anul 43 e.n. Primii romani au ocupat o regiune relativ mică, care cu greu s-ar putea compara cu mărimea Hyde Park. 
Cam prin anul 60 e.n., orașul a fost distrus de tribul Iceni condus de regina Boadicea. Totuși, așezarea a fost repede reconstruită după planurile romane și a fost recuperată după aproximativ 10 ani, orașul mărindu-se rapid în următoarele decenii. 
În secolul al II-lea, Londinium era la apogeu și a devenit capitala Provinciei Britannia în locul orașului Camulodunum (Colchester).
Orașul avea cam 60 000 de locuitori. Au fost construite clădiri publice importante, inclusiv cea mai mare bazilică de la nord de Alpi, temple romane, terme, amfiteatre și un fort mare pentru garnizoana orașului. Instabilitatea politică și recesiunea care au apărut în secolul al III-lea au condus la un declin lent.
Cândva între anii 190 și 225 e.n., romanii au construit zidul de apărare al Londrei, în jurul părții dinspre uscat a orașului. Zidul avea aproximativ 3 km lungime, 6 m înălțime și 2,5 m lățime.
La sfârșitul secolului al III-lea, Londinium a fost atacat de câteva ori de pirați saxoni. Cam din anul 255 romanii au început să construiască un zid suplimentar pe malul apei. 
Zidul va rezista în următorii 1600 de ani și va defini perimetrul Londrei pentru secolele următoare. Șase din cele șapte porți ale Londrei au origine romană: Ludgate, Newgate, Aldersgate, Cripplegate, Bishopgate și Aldgate (Moorgate este excepția, pentru că are o origine medievală).
Până în secolul al V-lea, Imperiul Roman intrase în declin, astfel că în anul 410 e.n. romanii s-au retras din Provincia Britannia. Urmând aceeași tendință, și orașul roman a intrat în declin, așa încât, până la sfârșitul secolului, a fost practic abandonat.

## Londra Anglo-Saxonă
Până de curând s-a crezut că anglo-saxonii au evitat să întemeieze așezări în regiunea din jurul orașului roman Londinium. Totuși, descoperirea în 2008 a unui cimitir anglo-saxon la Covent Garden a indicat că nou-veniții au început să se stabilească aici cel puțin de la începutul secolului al VI-lea, dacă nu chiar de la sfârșitul secolului al V-lea.
Accentul principal al acestei noi așezări a fost în afara zidului roman, o grupare pe o distanță scurtă la vest de ceea ce în prezent este Strand, între Aldwych și Trafalgar Square.
Așezarea se numea Leundenwic, iar sufixul „-wic” arată că era vorba de un târg. Săpături recente au dovedit densitatea populației și organizarea urbană relativ sofisticată a acestei Londre anglo-saxone timpurii, care a fost construită ca o rețea și care avea până la 10-12 000 de locuitori.
Londra anglo-saxonă timpurie a aparținut unui trib saxon numit „Middle Saxons” („Saxoni Mijlocii”), de la care vine numele districtului Middlesex, dar care a ocupat, de asemenea, aria în care în prezent sunt Hertfordshire și Surrey. 
Oricum, până la începutul secolului al VII-lea, regiunea Londrei fusese încorporată în Regatul Essex. În 604, regele Sæberht de Essex s-a creștinat și Londra a avut primul episcop de după epoca romană, pe Mellitus. 
În timpul domniei lui Sæberht de Essex, Mellitus a fondat catedrala St. Paul, despre care tradiția spune că a fost amplasată pe locul unui vechi templu roman dedicat zeiței Diana (deși arhitectul Christopher Wren nu a găsit nicio probă cu privire la templu). 
Trebuie că a fost o biserică modestă la început și este posibil să fi fost distrusă după ce Mellitus a fost expulzat de succesorii păgâni ai regelui Saebert. 
Creștinismul s-a instalat permanent în Regatul Essex în perioada domniei lui Sigeberht al II-lea (cel Bun) în anii 650. 
În secolul al VIII-lea, Mercia și-a extins dominația asupra sud estului Angliei, inițial prin suzeranitate, care a evoluat apoi în anexare. Londra pare să fi intrat sub controlul Merciei în anii 730.

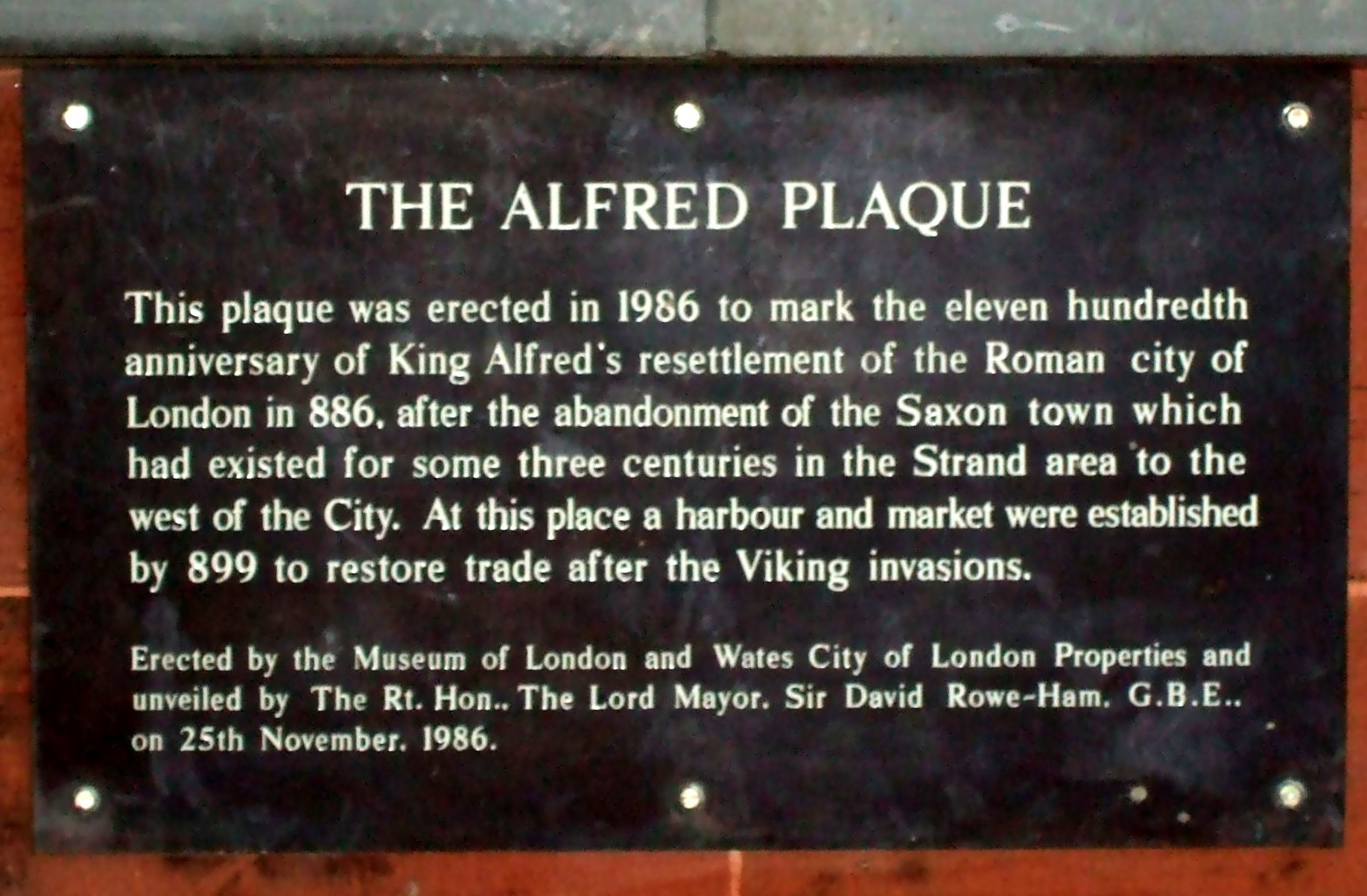
Plaque in the City of London noting the re-establishment of the Roman walled city.

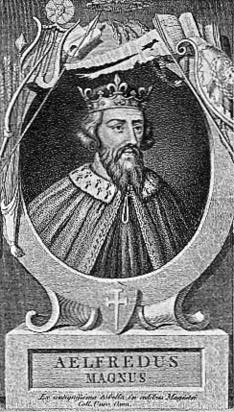
Alfred cel Mare

Atacurile vikingilor au dominat cea mai mare parte a secolului al IX-lea, devenind foarte obișnuite începând cu anii 830. Londra a fost prădată în 842 și în 851. 
Marea armată daneză, care a năvălit asupra Angliei începând cu anul 865, a iernat în Londra în 871. Orașul a fost ocupat de danezi până în 886, când a fost capturat de armata regelui Alfred cel Mare din Wessex, reîncorporat în Regatul Mercia apoi guvernat sub suzeranitatea lui Alfred cel Mare de ginerele acestuia, Ealdorman, Contele Aethelred de Mercia.
Cam în acest timp, centrul de interes al așezării s-a mutat în interiorul zidului roman pentru apărare și orașul a început să fie cunoscut ca Lundenburgh. 
Zidurile romane au fost reparate și au fost săpate șanțurile, în timp ce podul a fost probabil reconstruit în același timp. 
Un alt burg fortificat a fost întemeiat pe malul sudic al Tamisei, la Southwark, numit Suthringa Geworc (construcția de apărare a oamenilor din Surrey). Vechea așezare Lundevig a devenit cunoscută ca ealdwic sau vechea așezare, un nume care a dăinuit până astăzi în forma Aldwych.
Din acest moment, Cetatea Londrei a început să își dezvolte propriul sistem de guvernare. După decesul lui Aethelred din anul 911, orașul a fost preluat de regatul Wessex, acest eveniment precedând absorbția întregului regat Mercia care a urmat în anul 918. 
Deși a trebuit să înfrunte competiția pentru preeminența politică în Regatul Unit al Angliei cu centrul saxon de west, Winchester, dimensiunile Londrei și câștigurile provenite din comerț au devenit obiective din ce în ce mai importante pentru guvernanți. 
Regele Athelstan a organizat multe întâlniri cu consiliul de conducere (Witenagemot) în Londra și a emis legi de acolo, iar regele Ethelred al II-lea cel Șovăielnic a emis Legile Londrei în 978 din același oraș.
După reluarea atacurilor vikinge asupra regatului lui Ethelred, Londra a fost atacată în anul 994, fără a fi însă învinsă, de o armată a regelui Sweyn Forkbeard din Danemarca. 
Cum defensiva engleză la atacurile din ce în ce mai susținute ale danezilor s-a prăbușit în anul 1013, Londra a respins un atac al danezilor și a fost ultimul loc de organizare a rezistenței în timp ce restul țării s-a predat lui Sweyn. 
Spre sfârșitul anului și Londra a capitulat, iar Aethelred a fugit. Sweyn a murit la numai 5 săptămâni de când a fost proclamat rege, așa că Ethelred și-a recăpătat tronul. Fiul lui Sweyn, Knut cel Mare, a atacat din nou în 1015. 
După moartea lui Aethelred în 1016, fiul lui, Edmund Braț de Fier a fost proclamat rege de consiliul de conducere și a plecat în Wessex să caute ajutor. 
Londra a fost atunci subiectul unui asediu susținut de Knut, dar a fost eliberată de armata lui Edmund; când Edmund a plecat din nou să strângă o armată în Wessex, danezii au reluat asediul și au fost din nou învinși. 
Oricum, ca urmare a înfrângerii suferite în bătălia de la Ashdown, Edmund i-a cedat lui Knut întreaga Anglie de la nord de Tamisa, inclusiv Londra, iar moartea sa, care a survenit câteva săptămâni mai târziu, i-a dat lui Knut prilejul să preia controlul asupra întregii țări.

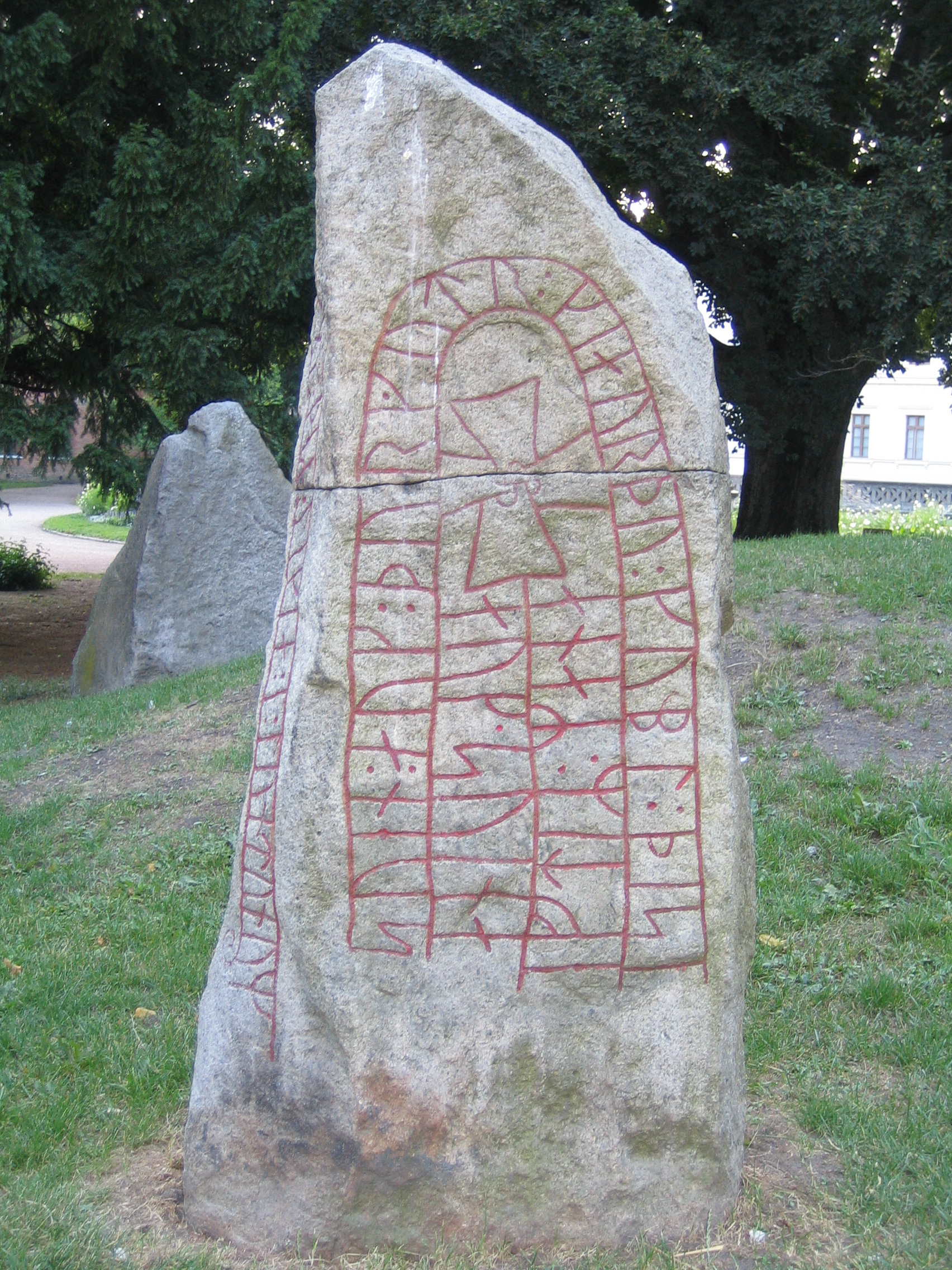
Runa (numerotată Dr 337) a fost ridicată în memoria a doi vikingi care au murit la Londra.

O povestire scandinavă descrie o bătălie în care regele Aethelred s-a întors să atace Londra ocupată de danezi. 
Conform legendei, danezii au protejat Podul Londrei și i-au copleșit pe atacatori cu sulițele. 
Fără să se intimideze, atacatorii au tras de pe acoperișurile caselor din apropiere, iar bărcile s-au deplasat sub această acoperire. 
Așa a fost posibil să se apropie suficient de podul de frânghie și să-l dărâme. 
Această luptă a dus la sfârșitul ocupației daneze asupra Londrei. 
Este posibil ca această povestire să relateze întoarcerea lui Ethelred la putere după moartea lui Sweyn, dar nu este nici o dovadă cu privire la existenta unei asemenea lupte pentru controlul Londrei în aceste împrejurări.
După stingerea dinastiei lui Knut, în 1042, stăpânirea engleză a fost restaurată sub domnia lui Eduard Confesorul. Eduard Confesorul a fondat Catedrala Westminster și și-a petrecut mare parte din timp la Westminster. 
Din această perioadă Westminster a început să suplinească Londra drept centru de guvernământ. 
După moartea lui Eduard, care a survenit la Westminster în 1066, și pentru că nu a lăsat un moștenitor clar, au apărut dispute cu privire la succesiune. Toate aceste evenimente au dus la cucerirea Angliei de către normanzi. 
Harold al II-lea al Angliei a fost ales rege de consiliul de conducere și a fost încoronat la Catedrala Westminster. A fost învins și omorât de William Cuceritorul în bătălia de la Hastings. 
Membrii consiliului de conducere care au supraviețuit s-au întors la Londra și l-au ales pe Edgar Atheling ca rege. 
Normanzii au ajuns până la malul sudic al Tamisei, de partea cealaltă a Londrei unde au învins atacul englez și au incendiat Southwark. 
Au fost însă incapabili să cucerească și podul, așa că s-au deplasat în amonte și au trecut râul la Wallingford de unde s-au apropiat de Londra dinspre nord-vest. 
Aristocrații englezi și șefii bisericii s-au predat lui William Cuceritorul la Berkhamstead. 
Pentru că a ocupat Londra, William Cuceritorul a fost încoronat rege la Catedrala Westminster.

## Londra în timpul ocupației normande și în Evul Mediu

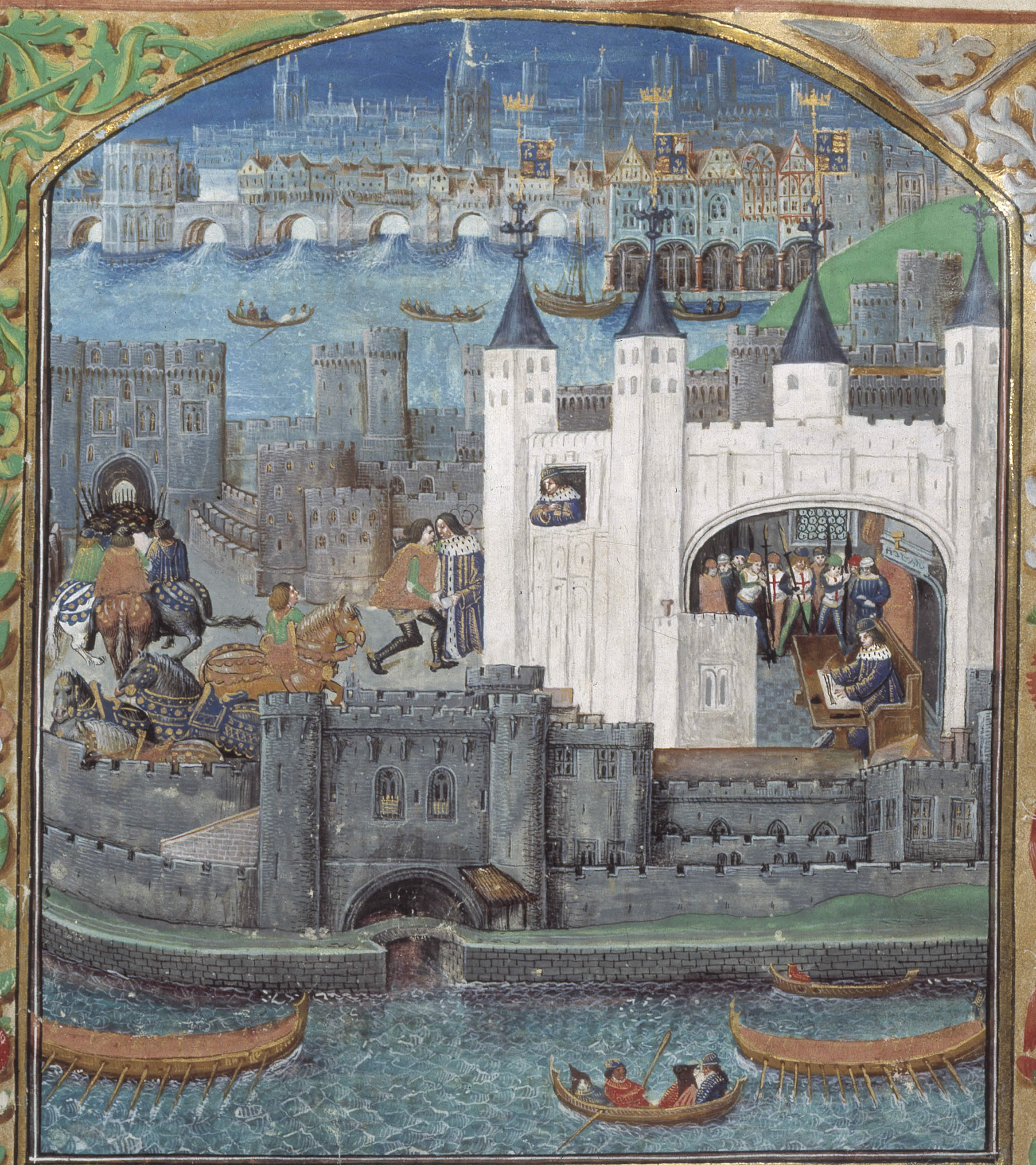
Turnul Londrei

Ocupanții normanzi au construit noi fortărețe în oraș pentru a domina populația locală. 
De departe cel mai important dintre acestea a fost Turnul Londrei (the Tower of London) care a fost amplasat în marginea de est a orașului unde fortificațiile inițiale din lemn au fost rapid înlocuite de primul castel de piatră din Anglia. 
Forturile mai mici ale Castelului Baynard și ale Castelului Montfichet au fost de asemenea construite de-a lungul apei. 
Prin charta semnată în 1067, William a recunoscut drepturile, privilegiile și legile orașului. 
Sistemul auto-guvernare al orașului a fost consolidat de drepturile electorale acordate de regele Ioan Fără de Țară în 1199 și în 1215.
În 1907, William al II-lea al Angliei, fiul lui William Cuceritorul, a început construcția unui edificiu public, Westminster Hall, care va deveni viitorul Palat Westminster.
În anul 1176 a început construcția celei mai faimoase forme a Podului Londrei (care a fost terminat în 1209). Acesta a fost construit în locul câtorva poduri de lemn. Podul va rezista 600 de ani și va rămâne singurul pod peste Tamisa până în 1739.
În 1216, în timpul primului război al baronilor (război civil), Londra a fost ocupată de Ludovic al VIII-lea al Franței, care fusese chemat să intervină în favoarea baronilor rebeli și împotriva lui Ioan Fără de Țară. Ludovic al VIII-lea al Franței a fost încoronat ca rege al Angliei în vechea Catedrală Saint Paul. Totuși, după moartea lui regelui Ioan în 1217, suporterii lui Ludovic au revenit la supunerea față de Plantageneți, regrupându-se în jurul fiului lui Ioan, Henric al III-lea al Angliei, astfel că Ludovic a fost obligat să se retragă din Anglia.
În secolele următoare, Londra va renunța la influența culturală și lingvistică franceză care s-a manifestat încă din vremea cuceririi normande. Orașul va avea o importanță aparte în dezvoltarea limbii engleze moderne.

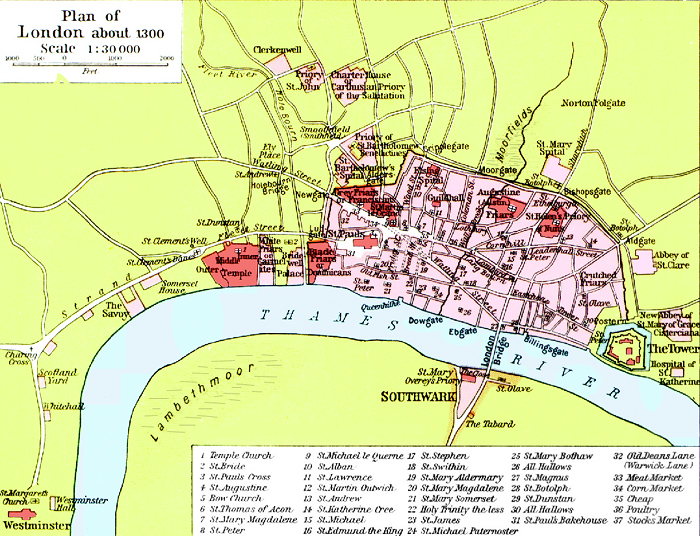
Londra la 1300

În timpul răscolei țăranilor conduși de Wat Tyler din anul 1831 Londra a fost invadată de rebeli. Un grup de țărani a luat cu asalt Turnul Londrei și l-au omorât pe Lordul Cancelar, pe arhiepiscopul Simon Sudbury și pe Lordul Trezorier. Țăranii au jefuit orașul și au incendiat mai multe clădiri. William Walworth, Lordul Primar, l-a înjunghiat pe Tyler într-o confruntare care a avut loc la Smithfield, Tyler a murit și revolta a fost învinsă.
Comerțul a crescut constant în Evul Mediu, iar Londra s-a mărit rapid ca o consecință a acestei creșteri. Numărul de locuitori din Londra era în 1100 mai mare de 15.000. Până în 1300 a crescut la 80.000. Londra și-a pierdut cel puțin o jumătate din numărul de locuitori în timpul pandemiei numite Moartea neagră de la mijlocul secolului al XIV-lea, dar importanța sa economică și politică a stimulat recuperarea rapidă în ciuda altor epidemii. Negustorii londonezi s-au organizat în bresle care controlau practic orașul și îl alegeau pe primar (Lordul Primar).
Londra medievală avea străzi înguste și întortocheate, iar majoritatea clădirilor erau ridicate din materiale care ardeau ușor, ca lemnul și paiele, ceea ce a făcut ca focul să fie o amenințare continuă. Salubrizarea orașului era insuficientă.

## Londra în timpul dinastiei Tudor (1485-1603)
| Londra în 1543 | Londra în 1543 | Londra în 1543 |
| -------------- | -------------- | -------------- |
| Section 1      | Section 2      | Section 3      |

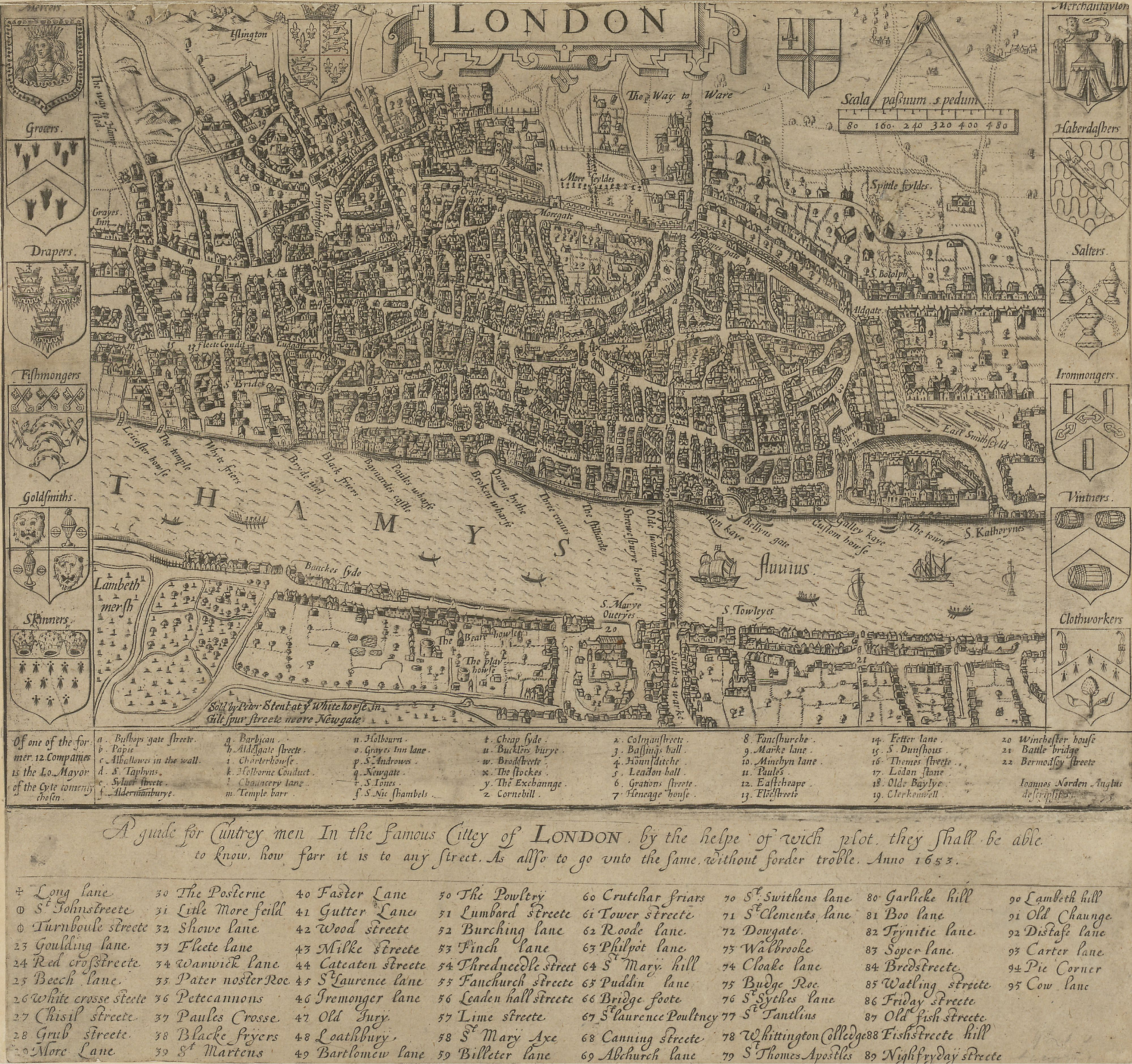
O hartă a Londrei din 1593 desenată de John Norden. Se poate observa un singur pod peste Tamisa, dar câteva părți din Southwark erau deja dezvoltate.

În timpul reformei protestante engleze Londra a fost principalul focar al protestantismului în Anglia. 
Legăturile sale comerciale strânse cu centrele protestante din nordul Europei, comunitățile mari de negustori, numărul uriaș de locuitori și rolul său de centru de comerț cu tipărituri au contribuit la răspândirea ideilor reformei religioase. 
Înainte de reformă, mai mult de jumătate din suprafața Londrei era proprietatea mănăstirilor și a altor instituții bisericești. 
De aceea, acțiunea lui Henric al VIII-lea al Angliei, denumită „Desființarea mănăstirilor”, a avut un efect profund asupra orașului câtă vreme toate proprietățile care au aparținut bisericii și-au schimbat stăpânul. 
Procesul a început la mijlocul anilor 1530 și până la sfârșitul anului 1538 cele mai multe dintre instituțiile monastice fuseseră desființate.
În această perioadă Londra a crescut rapid în importanță printre centrele comerciale europene. 
Comerțul s-a întins dincolo de partea de vest a Europei, spre Russia, Levant și către America. 
A fost o perioadă a mercantilismului și companiilor monopoliste ca Muscovy Company (1555), Compania Britanică a Indiilor de Est (1600) care au fost înființate în Londra în temeiul unor charte regale. 
Ultima dintre acestea, care într-un final a ajuns să conducă India, a fost o instituție cheie în Londra și în întreaga țară pentru două secole și jumătate. 
Imigranții veneau în Londra nu numai din Anglia și din Țara Galilor, dar și de peste hotare, de exemplu hugenoții, din Franța; numărul de locuitori a crescut de la 50,000 în 1530 la 225,000 în 1605. 
Creșterea populației și a bogăției Londrei au fost susținute de expansiunea transportului de coastă.
Teatrul a cunoscut o perioadă înfloritoare în Londra în perioada cuprinsă între sfârșitul secolului al XVI-lea și începutul secolului al XVII, iar personalitatea cea mai importantă în domeniu a fost William Shakespeare. 
În cursul anilor calmi de domnie ai Elisabetei, unii dintre curteni și dintre cetățenii bogați și-au construit reședințe în afara orașului, în Middlesex, Essex și Surrey. 
Aceasta a fost o manifestare timpurie a cererii de reședințe care nu erau nici în oraș, nici la o fermă. 
Când ultimul rege din dinastia Tudor a murit în 1603, Londra era încă un oraș foarte compact.

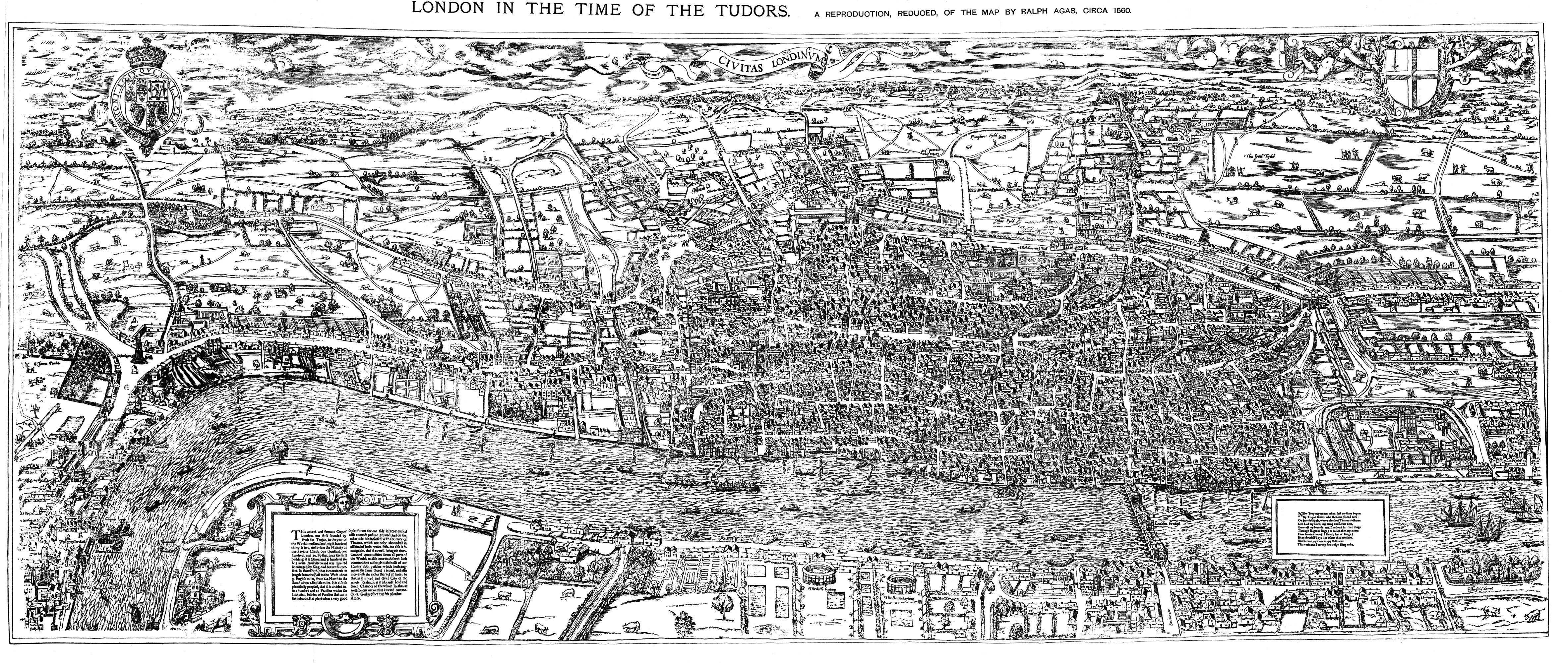
Civitas Londinium; Harta Londrei desenată de Ralph Agas (1570-1605?)

## Londra în timpul dinastiei Stuart (1603–1714)
Extinderea Londrei dincolo de marginile orașului a fost stabilită în mod decisiv la sfârșitul secolului al XVII-lea. 
În primii ani ai secolului, împrejurimile apropiate ale orașului, cu excepția zonelor dinspre Westminster - unde erau reședințele aristocraților, încă nu erau considerate favorabile pentru sănătate. Foarte aproape în nord era Moorfields, care fusese drenat și pe care se construiseră drumuri, dar care era frecventat de cerșetori și de călători care îl traversau pentru a intra în Londra pe o scurtătură. 
Lângă Moorefields era Finsbury Fields, un teren pe care se antrenau arcașii. 
Mile End era o zonă cunoscută unde se întâlneau trupele.
Pregătirile pentru încoronarea regelui Iacob I al Angliei au fost întrerupte din cauza unei epidemii grave de ciumă, care a ucis mai mult de 30,000 de locuitori. 
Organizarea paradei de către primar a fost întreruptă mai mulți ani, dar a fost reluată din ordinul regelui în 1609. 
Mănăstirea Charterhouse, care fusese desființată, a fost vândută și cumpărată de mai multe ori, dar a fost în final cumpărată de Thomas Button pentru 13,000 de lire sterline. Spitalul nou, capela și școala au fost deschise în 1611. 
Școala Charterhouse a fost una din principalele școli publice din Londra până când a fost mutată în Surrey. 
Pe locul acesteia funcționează Facultatea de Medicină a Universității Queen Mary.
Locul de întâlnire al londonezilor în cursul zilei era naosul Catedralei Saint Paul. 
Negustorii își dirijau afacerile din nave și foloseau baptisteriul ca tejghea pentru plăți; avocații își primeau clienții lângă anumite coloane; șomerii căutau de lucru. 
Curtea bisericii era centrul comerțului cu cărți, iar strada Fleet era un centru de divertisment public. 
Popularitatea teatrului a crescut în timpul domniei lui Iacob I. 
Spectacolele din teatrele publice erau completate de elaborate spectacole cu măști care se țineau la curte și în cele 4 colegii ale curții regale.
Carol I al Angliei a ocupat tronul în 1625. 
În timpul domniei sale, nobilii au început să locuiască în West End. 
În plus față de nobili, care trebuia să locuiască aici pentru că aveau sarcini precise la curte, numeroși proprietari de pământuri și familiile lor locuiau în Londra o parte din an numai pentru viața socială. Acesta a fost începutul fenomenului numit „anotimpul londonez”. 
Piața Lincoln's Inn Fields a fost construită în 1629. 
Piața Covent Garden, proiectată de primul arhitect care a avut pregătire clasică din Londra, Inigo Jones, a fost construită în 1632. 
Străzile învecinate au fost construite la scurt timp, iar numele Henrietta, Charles, James, King și York au fost date după numele membrilor familiei regale.

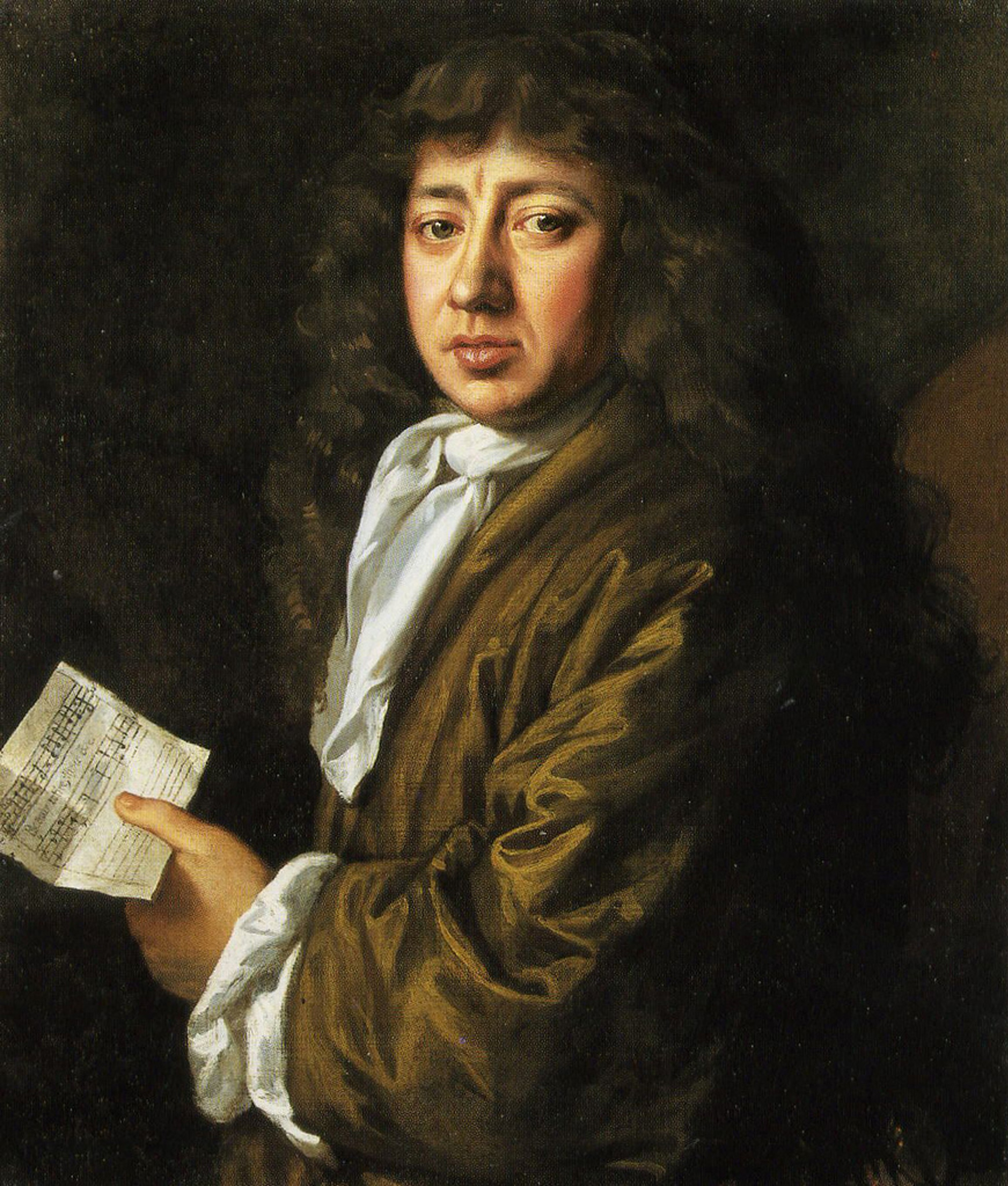
Samuel Pepys, în jurnalul lui intim, redă o frescă a Londrei din timpul dinastiei Stuart

În ianuarie 1642, cinci membri ai parlamentului, pe care regele voia să îi aresteze, au găsit adăpost în centrul comercial al Londrei. În luna august a aceluiași an, regele și-a arborat steagul la Nottingham, dar, în cursul răboiului civil, Londra a fost de partea parlamentului. Inițial regele a avut un avantaj din punct de vedere militar și a câștigat bătălia de la Brentford. Londra a organizat o nouă armată și Carol I a ezitat și s-a retras. În același timp, un sistem extins de fortificații a fost construit pentru a proteja Londra de alte atacuri ale regaliștilor. Acestea au inclus un val din pământ îmbunătățit cu bastioane și redute. Valul de pământ era dincolo de zidurile orașului și înconjura întreaga zonă urbană, inclusiv Westminster și Southwark. Londra nu a fost serios amenințată de regaliști, dar resursele financiare ale orașului au avut o contribuție importantă la victoria celor care au susținut parlamentul.
Orașul murdar și aglomerat a fost lovit de multe epidemii de ciumă de-a lungul timpului, dar ultima epidemie importantă a fost denumită „Marea ciumă”. Aceasta a apărut între 1665 și 1666 și a ucis în jur de 60,000 de oameni, adică o cincime din numărul de locuitori. Cronicarul Samuel Pepys a descris epidemia în jurnalul său. Pe 4 septembrie 1665 a scris: „Am stat în oraș până când 7400 au murit într-o săptămână, din care aproximativ 6000 din cauza ciumei, și n-am auzit niciun zgomot ziua sau noaptea, doar sunetul clopotelor.”
Marea ciumă a fost urmată imediat de o altă catastrofă, cu toate că a fost una care a ajutat la oprirea epidemiei. 
Duminică, 2 septembrie 1666, Marele Incendiu din Londra a izbucnit la ora 1 noaptea la o brutărie din Pudding Lane în partea de sud a orașului. 
Întețit de un vânt din est, focul s-a întins și eforturile de a-l opri prin dărâmarea caselor nu au fost suficient  de organizate. Marți noaptea viteza vântului a scăzut și miercuri focul s-a mai domolit. 
Joi incendiul a fost stins, dar spre seară flăcările au izbucnit din nou la Templu. 
Unele case au fost demolate în explozii controlate și astfel focul a fost în sfârșit stăpânit. 
„Monumentul marelui incendiu din Londra” a fost construit pentru a comemora incendiul: pentru mai bine de un secol și jumătate a purtat o inscripție care atribuia catastrofa unei „frenezii papale”.
Incendiul a distrus peste 60% din oraș, inclusiv Catedrala Saint Paul, 87 de biserici parohiale, 44 de sedii de companii și centrul comercial „Royal Exchange”. 
Totuși, numărul de decese a fost surprinzător de mic; se crede că au fost cel mult 16 persoane care și-au pierdut viața în incendiu. 
După câteva zile de la stingerea focului, trei planuri cu propuneri pentru reconstruirea orașului au fost prezentate regelui de Christopher Wren, John Evelyn și Robert Hooke. 
Wren a propus să se construiască străzi mari de la nord la sud și de la est la vest, să se izoleze toate bisericile în poziții ușor vizibile, să se transforme cele mai multe spații publice în piețe largi, să se unească sediile celor 12 mari companii comerciale într-un pătrat alăturat Guildhall (Casa Breslelor) și să se facă o faleză pe malul râului de la Blackfriars la Turnul Londrei. 
Wren a dorit să construiască noi străzi cu lățimi standard de 30, 60 și 90 de picioare (9,14 m, 18,28 m și 27,43). 
Planul lui Evelyn a fost diferit de cel al lui Wren în principal prin aceea că a propus o stradă de la biserica St. Dunstan's in the East până la Saint Paul, fără faleză sau terasă de-a lungul râului. 
Aceste planuri nu au fost aplicate, iar orașul a fost reconstruit după tiparul vechilor străzi și mare parte din construcții au rezistat până în secolul al XXI-lea.

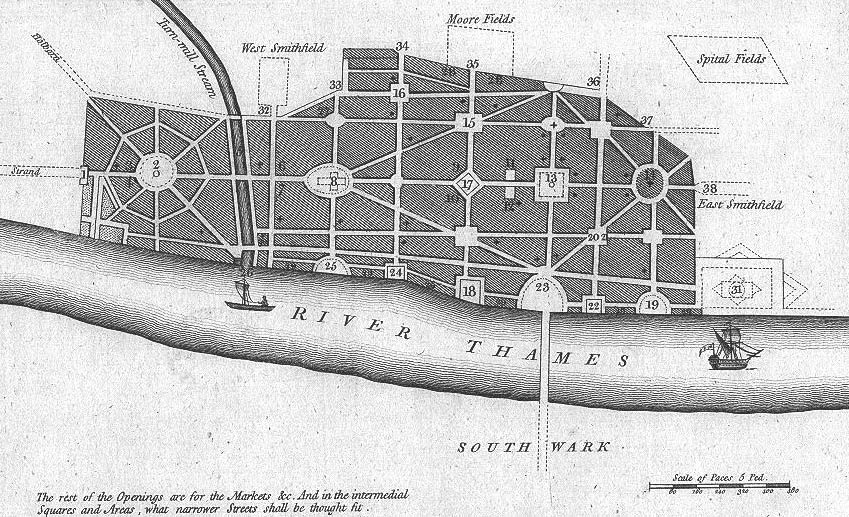
Planul lui John Evelyn de reconstruire a Londrei după incendiu.

Cu toate acestea, orașul reconstruit a fost diferit de cel vechi. Mulți nobili nu s-au mai întors să locuiască în Londra, preferând să aibă case noi în West End, unde au fost construite cartiere la modă ca St. James's, în apropierea reședinței principale a regelui (reședința regală a fost Whitehall Palace până în anii 1690 când a fost distrusă de un incendiu, apoi Palatul St. James). 
Pe străduța Piccadilly au apărut conace ale curtenilor, precum Casa Burlington. 
Separația dintre clasa de mijloc mercantilă din Londra și lumea aristocratică a curții din Westminster a devenit completă. 
Și în oraș a existat o tendință a oamenilor de a se muta din casele de lemn în case de piatră și de cărămidă pentru a reduce riscul de incendiu. 
Actul de reconstruire a Parlamentului din 1666 arată: „casele din cărămidă sunt nu doar mai frumoase și mai durabile, dar și mai sigure contra viitoarelor pericole de incendiu”. 
De atunci, numai tâmplăria ușilor, a ferestrelor și fațadele magazinelor au fost confecționate din lemn.
Deși planurile lui Cristopher Wren nu au fost puse în practică, arhitectul a fost angajat să refacă bisericile parohiale ruinate și să construiască o nouă Catedrală Saint Paul. Catedrala sa barocă a fost cel mai important simbol al Londrei pentru cel puțin un secol și jumătate.
Și East End, zona de la est de zidul orașului, a devenit de asemenea foarte populată în deceniile de după Marele Incendiu. 
Docurile Londrei s-au extins în aval și au atras multe persoane doritoare să lucreze la docuri sau în producție ori distribuție. 
Acești oameni locuiau în Whitechapel, Wapping, Stepney și Limehouse, în general în mahalale.
În iarna anului dintre anii 1683 și 1684 pe gheața care s-a format pe Tamisa s-a ținut un târg (manifestare tradițională între secolele al XV-lea și al XIX-lea). Râul a înghețat cu 7 săptămâni înainte de Crăciun și a rămas așa încă 6 săptămâni, fiind cea mai îndelungată perioadă de îngheț a Tamisei. 
Revocarea Edictului din Nantes din 1685 a dus la o migrație importantă a hughenoților spre Londra. Aceștia au înființat o industrie a mătăsii la Spitalfields.
Cam în același timp, Londra a devenit centrul financiar al lumii, depășind orașul Amsterdam. Banca Angliei a fost fondată în 1694 și Compania Britanică a Indiilor de Est și-a extins influența. 
Piața de asigurări Lloyd's of London a început să funcționeze tot în secolul al XVII-lea. 
În anul 1700 Londra efectua 80% din importurile Angliei, 69% din exporturi și 86% din re-exporturi. 
Multe din mărfurile importate erau bunuri de lux din America și Asia ca mătasea, zahărul, ceaiul și tutunul. 
Procentul mare de bunuri re-exportate subliniază rolul de antrepozit al Angliei: deși avea mulți meșteșugari în secolul al XVII-lea, și va avea fabrici mari mai târziu, preeminența economică a Londrei nu a fost niciodată întemeiată în primul rând pe industrie. 
Londra a fost însă un mare centru de comerț și de redistribuire. 
Mărfurile erau aduse la Londra de navele comerciale din ce în ce mai mari, nu numai pentru a staisface cererea internă, dar și pentru re-export în Europa și mai departe.
Lui William al III-lea al Angliei nu prea i-a păsat de Londra al cărei fum îi provoca crize de astm bronșic. 
După primul incendiu de la Whitehall Palace (1691) William a cumpărat Nottingham House și a transformat-o în Kensington Palace. Kensington era un sat neînsemnat, dar sosirea curții i-a mărit curând importanța. Palatul nu a fost foarte agreat de monarhii ulteriori, însă construcția lui a fost încă un pas în extinderea Londrei. 
În timpul aceleiași domnii a fost inițiată organizarea Spitalului Greenwich, care se afla departe în afara orașului în acea perioadă, dar care este „foarte în interior” în prezent; spitalul a fost echivalentul naval al Spitalului Chelsea pentru foștii soldați care a fost fondat în 1681. 
În timpul domniei reginei Anna a Marii Britanii, a fost emisă o lege care autoriza construirea a 50 de noi biserici pentru locuitorii din ce în ce mai mulți din afara granițelor centrului comercial al Londrei.

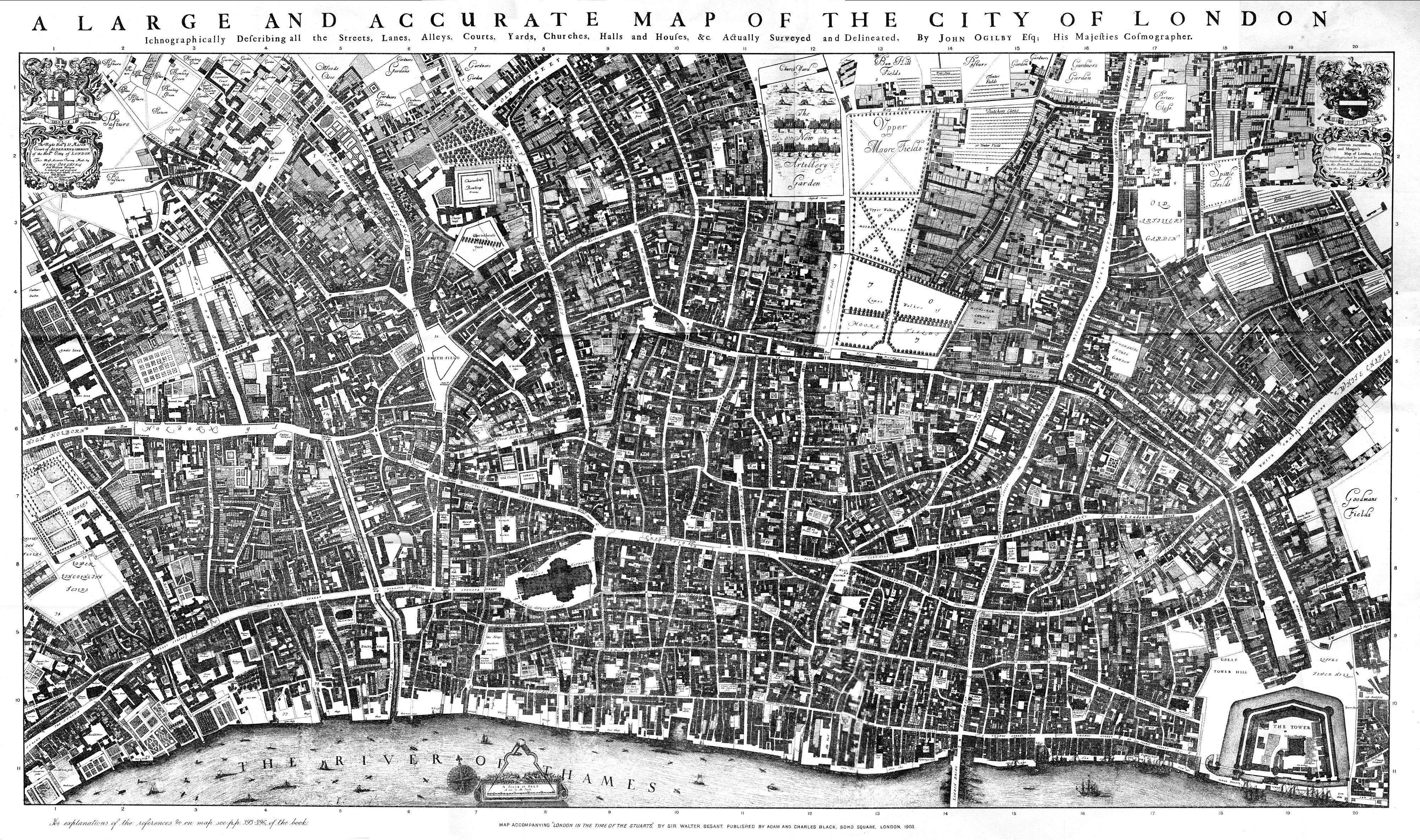
Harta Londrei desenată de Ogilby & Morgan (1673). "O hartă mare şi corectă a centrului comercial al Londrei. Descrie iconografic toate străzile, străduţele, culoarele, aleile, curţile, bisericile, edificiile publice, &casele &c. Supravegheată şi descrisă de John Ogilby, cosmograful Majestății sale.".

## Secolul al XVIII-lea

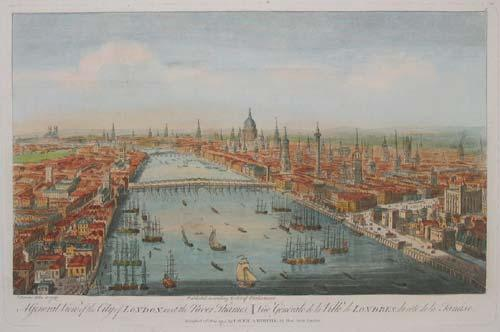
Imaginea Londrei văzută din est în 1751

Secolul al XVIII-lea a fost o perioadă de creștere rapidă pentru Londra, reflectând creșterea națională a populației, semnele timpurii care anunțau Revoluția Industrială și rolul Londrei de centru de dezvoltare al Imperiului Britanic.
Actele de unire (1707) au fost adoptate de Parlamentul Angliei și de cel al Scoției pentru a uni cele două țări. 
S-a format astfel Regatul Marii Britanii. Un an mai târziu, capodopera lui Cristopher Wren, Catedrala Saint Paul, a fost terminată chiar de ziua lui de naștere. 
Totuși, prima slujbă s-a ținut pe 2 decembrie 1697, cu mai mult de 10 ani înainte. 
Această catedrală a înlocuit-o pe cea veche care fusese complet distrusă de Marele Incendiu din 1666. 
Catedrala este considerată ca fiind una dintre cele mai frumoase din țară și un exemplu rafinat de arhitectură barocă.

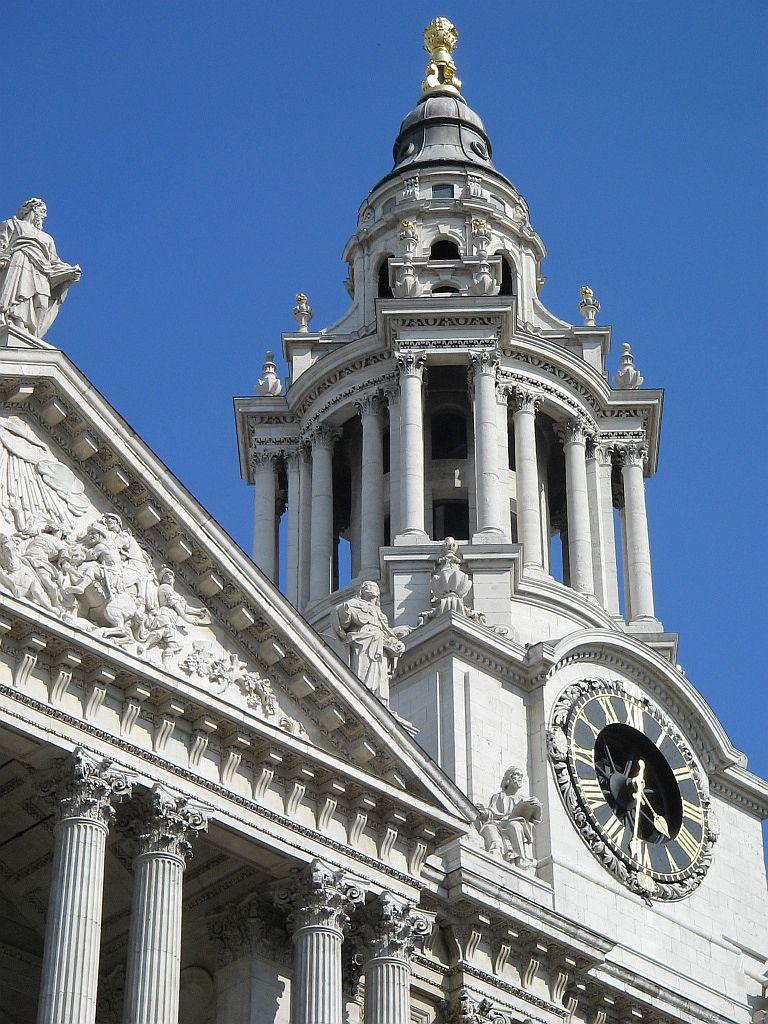
Turnul ceasului de la Catedrala Saint Paul

Mulți negustori din țări diferite au venit la Londra pentru a face comerț cu mărfuri. De asemenea, tot mai mulți migranți au venit la Londra mărind numărul locuitorilor. 
Mulți oameni s-au mutat aici pentru a lucra sau a face afaceri, astfel că Londra a devenit un oraș tot mai mare și mai aglomerat. Victoria britanică în Războiul de șapte ani a mărit prestigiul internațional al țării și a deschis noi piețe mari pentru comerțul britanic, care urma să mărească brusc prosperitatea Londrei.
În timpul perioadei georgiene, Londra s-a întins în mod rapid dincolo de marginile sale tradiționale. 
Cartiere noi ca Mayfair au fost construite pentru cei bogați în West End, noile poduri de peste Tamisa au încurajat dezvoltarea sudului, iar în East End, portul Londrei s-a întins mult în aval de oraș. 
În această perioadă s-au răzvrătit și coloniile americane. În 1780, în Turnul Londrei era închis un singur prizonier american, fostul președinte al Congresului continental, Henry Laurens. Î
n 1779 el a reprezentat Congresul în Olanda și a obținut sprijinul acestei țări pentru revoluție. 
Pe drumul de întoarcere în America a fost capturat de Marina Regală și a fost acuzat de trădare după ce au fost găsite probe cu privire la un motiv de război între Marea Britanie și Olanda. 
A fost eliberat pe 21 decembre 1781 în schimbul generalului Cornwallis.
În 1762 George al III-lea al Regatului Unit a dobândit Palatul Buckingham de la Ducele de Buckingham. 
Palatul a fost mărit în următorii 75 de ani de mai mulți arhitecți. Abia în secolul al XIX-lea palatul a devenit reședința regală oficială.

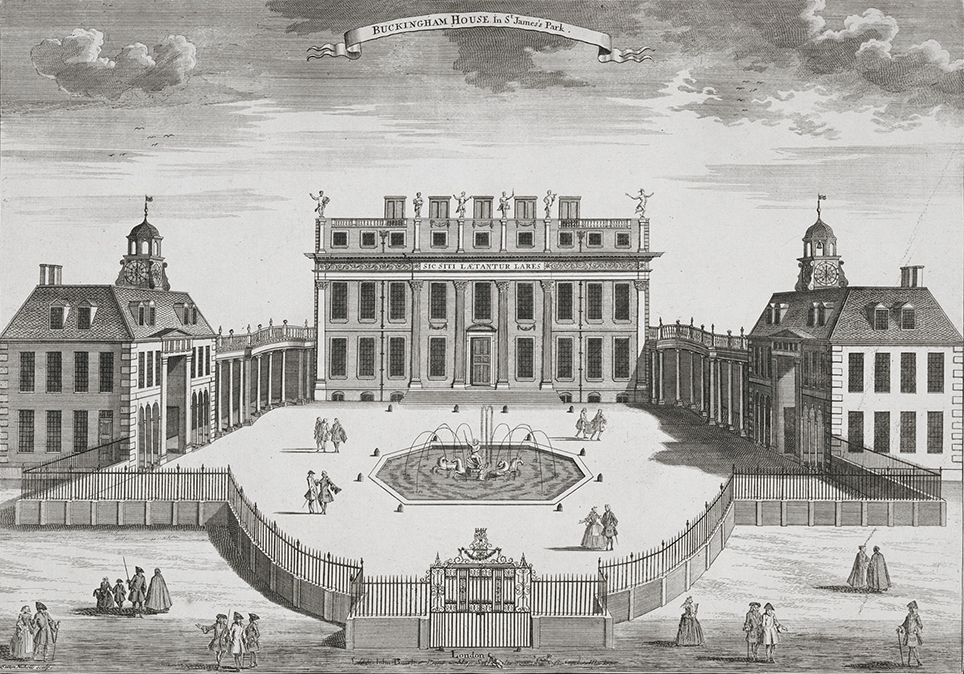
Palatul Buckingham aşa cum arăta în secolul al XVII-lea

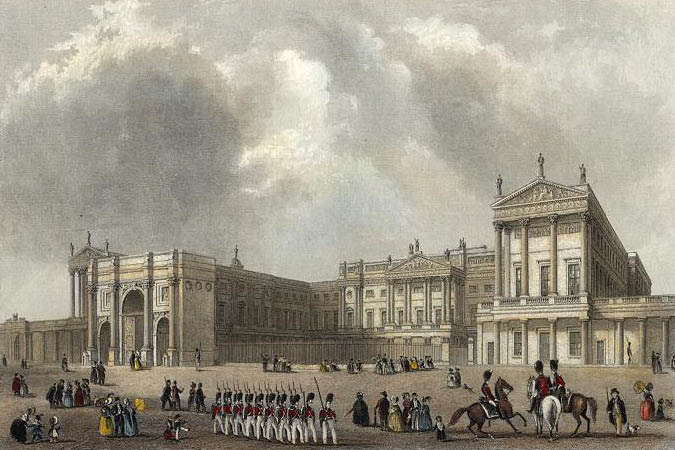
Palatul, un secol mai târziu, mărit de John Nash.

Un adevărat fenomen al secolului al XVIII-lea a fost „cafeneaua” care a devenit un loc obișnuit pentru dezbateri. 
Creșterea numărului persoanelor știutoare de carte și dezvoltarea tiparnițelor au făcut ca știrile să fie accesibile tot mai multor oameni.
Strada Fleet a devenit centrul presei britanice care, în secolul al XVIII-lea era încă într-un stadiu incipient.
În secolul al XVIII-lea a crescut rata criminalității în Londra, astfel că „mesagerii din strada Bow” au fost transformați în poliție profesională. 
Infracțiunile erau pedepsite cu asprime, pedeapsa capitală fiind aplicată și pentru infracțiuni mărunte.
Spânzurarea în public era foarte obișnuită în Londra și un eveniment foarte popular.
În 1780 Londra a fost zguduită de Revoltele Gordon - o răscoală de emancipare a protestanților împotrica romano catolicilor, condusă de George Gordon. Au fost avariate biserici catolice și case, iar 285 de rebeli au fost uciși.
În anul 1787, Podul Londrei era singurul pod peste Tamisa, dar în acel an Podul Westminster a fost inaugurat și, pentru prima dată în istorie, se putea spune că Podul Londrei are un rival.
Secolul al XVIII-lea a văzut eliberarea coloniilor americane și multe alte evenimente nefericite în Londra, dar și o mare schimbare și Iluminismul. Toate aceste au dus la momentul de început al epocii moderne, secolul al XIX-lea.

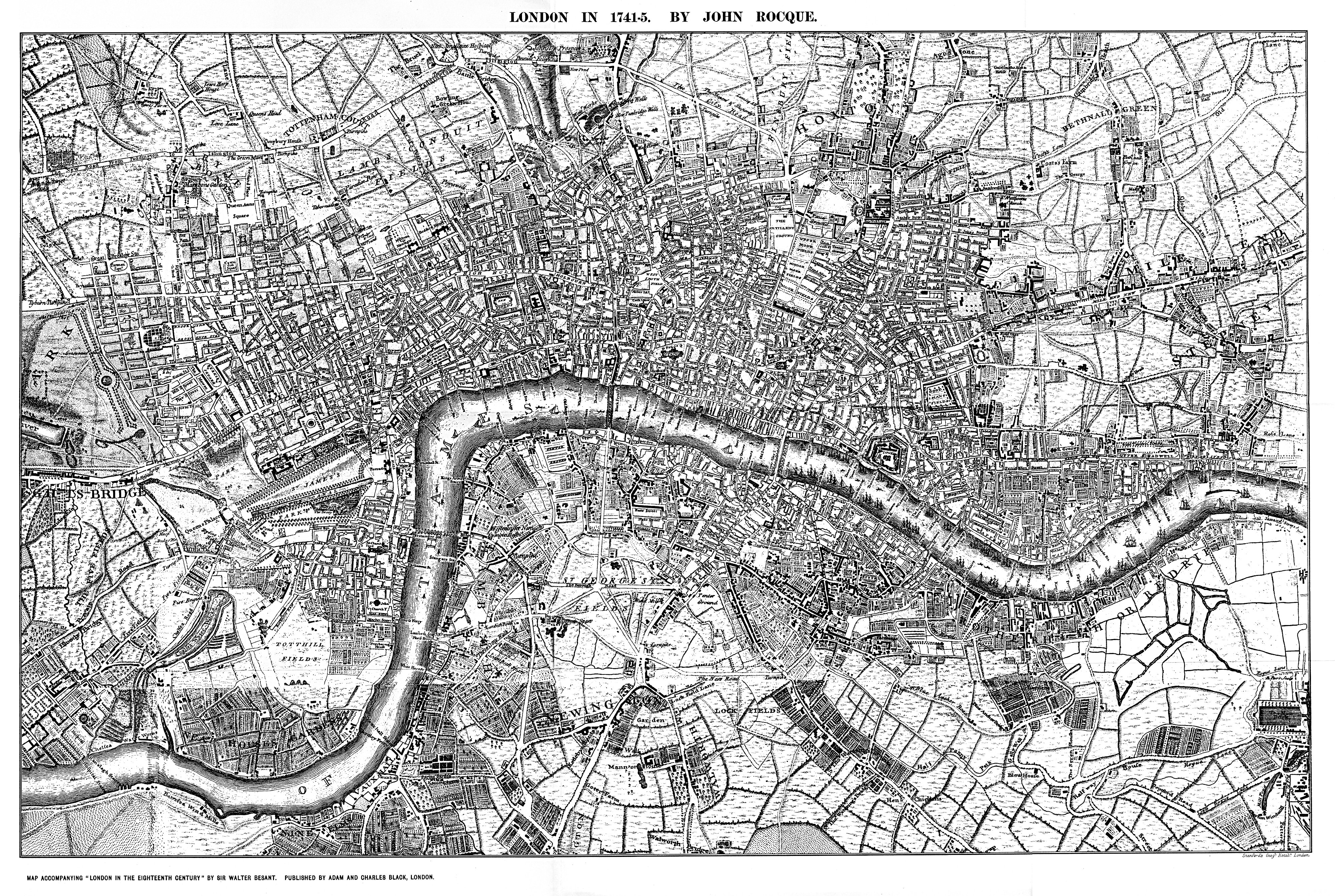
O copie detalitată a hărţii Londrei desenate de Rocque, 1741-1745

## Secolul al XIX-lea

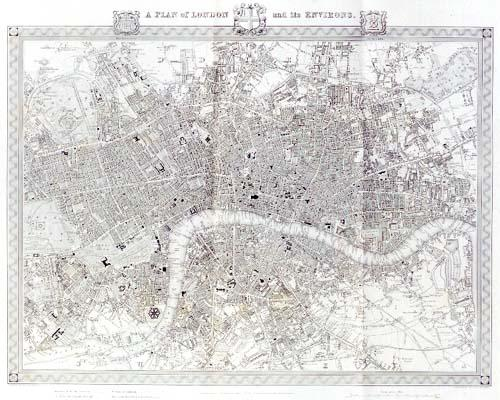
London as engraved by J. & C. Walker in 1845 from a map by R Creighton. Many districts in the West End were fully developed, and the East End also extended well beyond the eastern fringe of the City of London. There were now several bridges over the Thames, allowing the rapid development of South London.

În cursul secolului al XIX-lea, Londra a devenit capitala Imperiului Britanic și cel mai mare oraș al lumii. 
Numărul de locuitori a crescut de la 1 milion în 1800 la 6,7 milioane o sută de ani mai târziu. 
În această perioadă Londra a devenit o capitală mondială a politicii, finanțelor și comerțului. 
Nu a avut niciun rival până spre sfârșitul secolului, când orașele Paris și New York au început să îi amenințe dominația.
În timp ce bogăția orașului creștea în ritmul în care imperiul își multiplica posesiunile, Londra secolului al XIX a fost și orașul oamenilor săraci, care locuiau în mahalale supraaglomerate și murdare. 
Viața acestor oameni a fost imortalizată de Charles Dickens în romane ca Oliver Twist.
În 1829, prim ministrul Robert Peel a fondat Metropolitan Police Service ca forță de menținere a ordinii pentru întreaga zonă urbană. Poliția a primit poreclele „bobbies” sau „peelers” provenite de la numele fondatorului.
Londra secolului al XIX-lea a fost transformată de construirea căilor ferate. O rețea de linii de cale ferată a permis dezvoltarea suburbiilor în cartiere de unde oamenii din clasa de mijloc sau cei bogați puteau să facă naveta în centru. 
Acest lucru a stimulta creșterea masivă a orașului, dar, în același timp, a subliniat diferențele dintre clasele sociale, pentru că oamenii înstăriți emigrau către suburbii, iar cei săraci rămâneau să locuiască în „Inner London”.
Prima cale ferată care a fost construită în Londra a fost linia care unea Podul Londrei cu Greenwich, inaugurată în 1836. 
Aceasta a fost urmată curând de deschiderea a numeroase gări care au legat Londra de fiecare colț al insulei. 
În 1863 era construită și prima linie de metrou a Londrei.
Zona urbanizată a continuat să crească rapid, întinzându-se înspre Islington, Paddington, Belgravia, Holborn, Finsbury, Soreditch, Southwark și Lambeth. 
Pe la mijlocul secolului, sistemul de administrare locală învechit, care consta în parohii și sacristii deja antice, se lupta să țină pasul cu creșterea rapidă a numărului de locuitori. 
În 1885 a fost creat Metropolitan Board of Works (MBW) ca instrument de administrare care să îi asigure Londrei infrastructura adecvată dezvoltării.
Una din primele sale sarcini a fost aceea de a rezolva problema salubrizării orașului. La vremea aceea, Londra aveaun sistem de canalizare, iar apele colectate erau deversate direct în Tamisa. 
Apa a început să miroasă din ce în ce mai rău, până când, în vara anului 1858 s-a declanșat „Marea Duhoare” (The Great Stink). 
Apa de băut poluată, care provenea tot din Tamisa, a provocat boli și epidemii.
Într-un final Parlamentul a aprobat ca MBW să construiască un nou sistem de canalizare. 
Inginerul Joseph Bazalgette a fost însărcinat cu construcția sistemului. Î
n ceea ce a fost cel mai mare proiect de inginerie civilă din secolul al XIX-lea, Joseph Bazalgette a supravegheat construirea a 2100 km de tuneluri și țevi sub oraș care urmau să colecteze apele reziduale și să asigure alimentarea cu apă potabilă. 
După ce sistemul de canalizare al Londrei a fost terminat, numărul deceselor a scăzut foarte mult, iar epidemiile ca holera au fost eliminate. 
Sistemul construit de Balzagette este încă folosit.
Unul dintre cele mai faimoase evenimente ale Londrei din secolului al XIX-lea a fost Marea Expoziție din 1851. Expoziția s-a ținut la Crystal Palace, a atras vizitatori din toată lumea și a arătat țara de la înălțimea domninației sale imperiale.

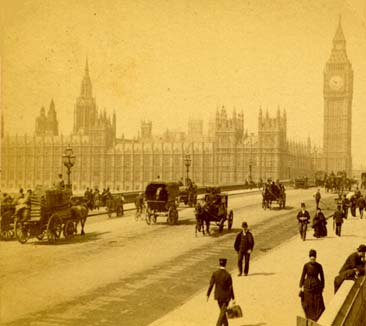
Parlamentul văzut dinspre Westminster Bridge la începutul anilor 1890.

Pentru că era capitala unui imperiu uriaș, Londra a devenit o țintă a migrației din colonii și din părțile mai sărace ale Europei.  Foarte mulți irlandezi s-au stabilit în oraș în timpul perioadei victoriene, cu mulți nou-veniți refugiați din cauza Marii Foamete (1845-1849). La un moment dat, imigranții irlandezi constituiau 20% din numărul de locuitori. Londra a devenit gazdă pentru o comunităte mare de evrei, dar și pentru comunități mai mici de chinezi și alți asiatici care s-au stabilit în oraș.
În 1888, noul County of London (Comitatul Londra) a fost înființat și pus sub administrarea London County Council. 
Acesta a fost primul organ administrativ ales al întregii Londre, care a înlocuit Metropolitan Board of Works, ai cărui membri erau numiți. County of London a acoperit cam tot ce însemna la acel moment zona locuită a Londrei, deși zona locuită a continuat să crească până a depășit și limitele noului comitat.
În 1900, comitatul a fost divizat în 28 de „metropolitan borough”, subdiviziuni care au format un nivel administrativ intermediar față de consiliul comitatului.
Multe clădiri și puncte de interese faimoase ale Londrei au fost construite în secolul al XIX-lea, inclusiv:
- Trafalgar Square
- Big Ben și  Palatul Westminster
- Royal Albert Hall
- Victoria and Albert Museum
- Podul Turnului (Tower Bridge)

## Secolul al XX-lea

### De la 1900 la Al Doilea Război Mondial
Londra a intrat în secolul al XX-lea drept capitală influentă a celui mai mare imperiu din istorie, dar nou secol avea să aducă multe provocări.
Numărul de locuitori a continuat să crească rapid în primele decenii ale veacului, iar transportul public a fost mărit considerabil. 
O rețea mare de tramvaie a fost construită de London County Council. Primul serviciu public de transport cu autobuzul a început să funcționeze în anii 1900. Treptat au fost făcute îmbunătățiri ale rețelei de căi ferate de suprafață și de metrou, inclusiv electrificarea pe scară largă.
În timpul Primului Război Mondial, Londra a suferit primele bombardamente din partea zeppelinelor germane; aceste raiduri au ucis în jur de 700 de persoane și au provocat teroare, dar abia au fost începutul a ceea ce urma să vină. Londra va avea parte de mult mai multă teroare ca rezultat al celor două războaie mondiale. Cea mai mare explozie care a avut loc în Primul Război Mondial a fost explozia de la Silverton când o fabrică de muniție care avea 50 de tone de trinitrotoluen (TNT) a explodat; au murit 73 de persoane, iar alte 400 au fost rănite.
În perioada dintre cele două războaie mondiale, creșterea dimensiunilor Londrei a fost mai rapidă decât oricând în istorie. 
Preferința pentru casele neînghesuite din suburbii, de tip duplex de cele mai multe ori, a londonezilor care căutau un mod de viață mai „rural”, a înlocuit cererea de apartamente. Extinderea continuă a rețelei de cale ferată, incluzând liniile de tramvai și de metrou, și posibilitatea de a deține autoturisme au facilitat alegerea unei case în suburbii. Suburbille Londrei s-au întins dincolo de granițele comitatului, ocupând și comitatele învecinate: Essex, Hertfordshire, Kent, Middlesex și Surrey.
Ca și în restul țării, în cursul Marii crize economice din anii 1930, Londra a avut o rată a șomajului foarte mare. În East End au înflorit partidele politice extremiste, de dreapta și de stânga, în aceeași perioadă. Partidul comunist din Marea Britanie a câștigat un loc în Camera Comunelor, iar Uniunea Britanică a Fasciștilor a avut o largă susținere. 
Ciocnirile dintre dreapta și stânga politică au culminat cu „bătălia din Cable Street” din 1936. 
Numărul de locuitori din Londra a atins maximul istoric de 8,6 milioane în 1939.
Un număr mare de imigranți evrei care fugeau de naziști s-au stabilit în Londra în cursul anilor 1930, mai ales în West End.

### Londra în Al Doilea Război Mondial

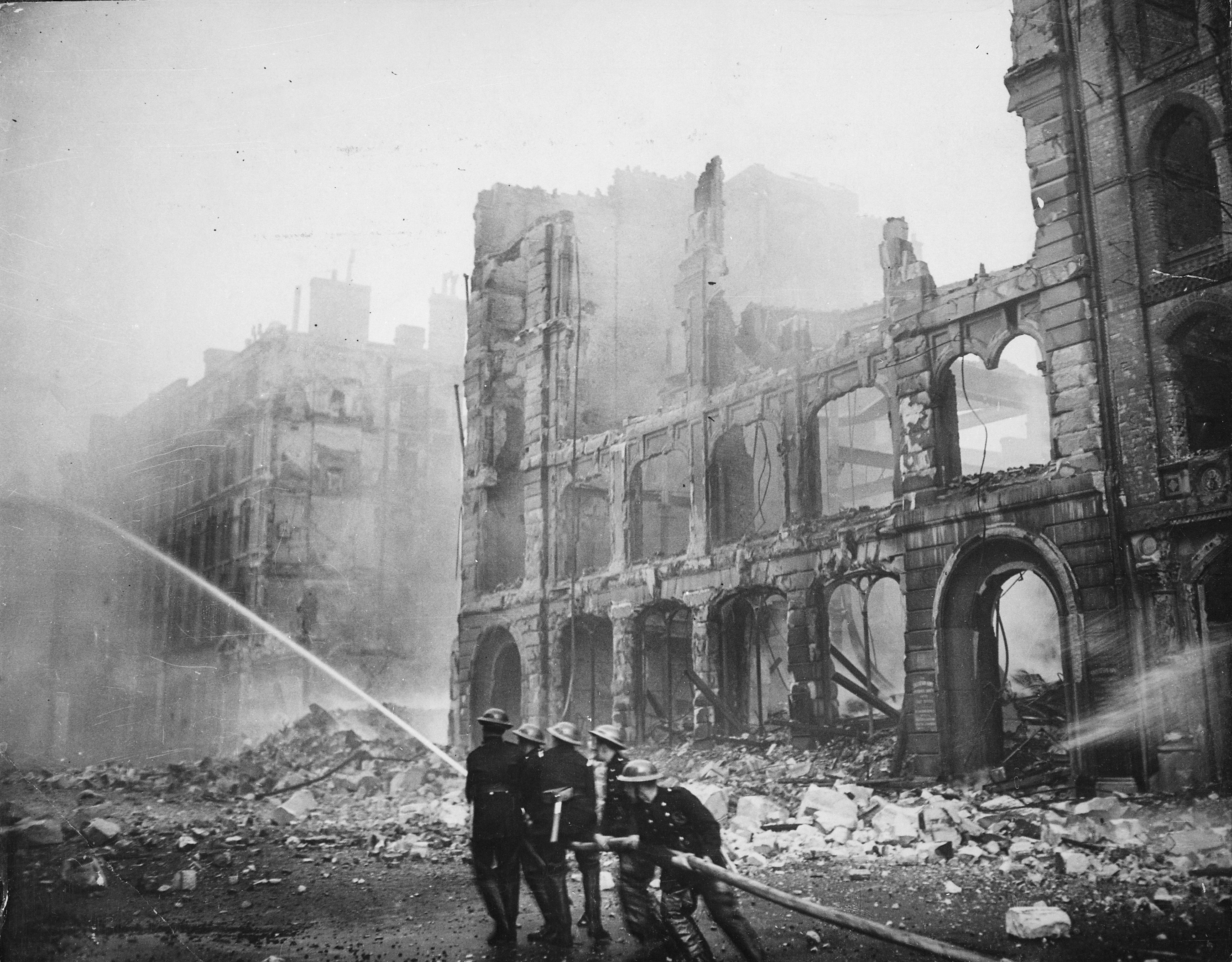
Pompieri stingând un incendiu provocat de bombardament

În timpul celui de-al DoiRăzboi Mondial, Londra, ca și alte orașe britanice mari, a suferit pagube importante fiind bombardată intens de Luftwaffe ca parte a operațiunii în denumite „The Blitz”. 
Înainte de bombardament, sute de mii de copii au fost evacuați din Londra în zonele rurale. 
Civilii s-au adăpostit de bombardamente în stațiile metroului.
Cele mai multe bombardamente au fost între 7 septembrie 1940 și 10 mai 1941. În această perioadă, Londra a fost atacată de 71 de raiduri aeriene care au aruncat asupra ei 18,000 de tone de explozibil. 
O fotografie care înfățișează Catedrala Saint Paul înconjurată de fum gros a fost cea mai celebră imagine a celor timpuri. Bombardamente care au urmat au fost mai ușoare, deoarece Hitler s-a concentrat asupra frontului de est. 
Spre sfârșitul războiului, în perioada 1944-1945, bombardamentele s-au intensificat din nou, de data aceasta cu rachete V-1 și V-2 care erau lansate de pe continent, din teritoriile ocupate de naziști.
Londra a suferit pagube uriașe și multe pierderi de vieți omenești, cea mai greu lovită parte fiind Portul Londrei. 
Până la sfârșitul războiului, au fost uciși aproape 30 000 de oameni, iar alți peste 50 000 au fost răniți grav, zeci de mii de clădiri au fost distruse, iar sute de mii de oameni au rămas fără adăpost.

Londra în flăcări după un bombardament german (1941)

### 1945–2000
La trei ani după încheierea războiului, Jocurile Olimpice de vară din 1948 au fost organizate pe Stadionul Wembley într-un moment în care orașul abia își revenise după război. 
Reconstruirea Londrei a început lent. Totuși, în 1951, evenimentul numit „Festival of Britain” a fost organizat, ceea ce a subliniat optimismul și încrederea în viitor.
În anii care au urmat imediat după război, locuințele au fost o mare problemă a Londrei, din cauza numărului mare de case care au fost distruse. 
Autoritățile au hotărât că blocurile cu multe etaje sunt soluția perfectă pentru criza locuințelor. 
În anii 1950 și 1960 imaginea Londrei s-a schimbat dramatic prin construirea unor blocuri turn, care, mai târziu, s-au dovedit a fi foarte nepopulare. 
Într-o încercare de a reduce numărul celor care locuiau în case supraaglomerate, autoritățile au luat măsuri care să îi încurajeze pe oameni să se mute în orășelele noi construite în jurul Londrei.
De la sfârșitul secolului al XIX-lea și până în anii de la începutul secolului al XX-lea, londonezii au folosit cărbunele pentru încălzirea locuințelor, deși cărbunele produce mult fum. 
În combinație cu condițiile climatice, fumul producea adesea smog, iar Londra a devenit cunoscută pentru ceața tipic londonez. Chiar Londra era denumită „The Smoke” (fumul) din această cauză. 
În 1952 poluarea a culminat cu ceea ce s-a numit Marele Smog din 1952; smogul a ținut 5 zile și peste 4000 de oameni au murit. în consecință, prin legea „Aer Curat” adoptată în 1956, s-a ordonat crearea unor zone fără fum, unde era obligatorie folosirea combustibililor care nu produc poluare (era pe vremea când cele mai multe case erau încălzite cu surse deschise de foc). 
Legea a produs rezultatele așteptate.
Începând cu mijlocul anilor 1960, și parțial ca rezultat al succesului avut de unii muzicieni britanici ca Beatles și Rolling Stones, Londra a devenit centrul culturii de tineret mondiale, exemplificată de subcultura Swinging London care a făcut ca strada Carnaby să fie un nume comun pentru moda tinerilor de pretutindeni. 
Rolul Londrei de inițiator de tendințe a renăscut în anii 1980 în timpul perioadelor New Wave și Punk. 
La mijlocul anilor 1990, o nouă resuscitare s-a produs, o dată cu apariția perioadei Britpop.
Din anii 1950 până în prezent, Londra a primit numeroși imigranți, cei mai mulți din Commonwealth, din țări ca Jamaica, India, Bangladesh, Pakistan, care au schimbat dramatic înfățișarea orașului, transformându-l într-unul din cele mai diverse orașe ale Europei. 
Totuși, integrarea imigranților nu a fost întotdeauna ușoară. Tensiunile rasiale au dus la apariția unor evenimente ca revoltele din Brixton, de la începutul anilor 1980.
De la începutul conflictului din Irlanda de Nord, de la începutul anilor 1970 până la mijlcoul anilor 1990, Londra a fost ținta unor numeroase atacuri teroriste organizate de Armata Republicană Irlandeză Provizorie (IRA).
Expansiunea orașului a fost încetinită de război, iar ideea de „centură verde” a fost lansată curând după aceea. Din cauza extinderii mari a orașului, County of London și London County Council au fost desființate. 
Orașul a fost reorganizat teritorial în 32 de unități administrative numite „borough” și a fost creat Greater London Council (GLA) ca organ administrativ local ales pentru a guverna regiunea. 
Orașul propriu zis și întreaga sa zonă metropolitană (care se întinsese până în comitatele învecinate) au fost reunite în Greater London, o creație administrativă necesară pentru organizarea regiunii.
Numărul de locuitori din Greater London a scăzut constant în deceniile care au urmat celui de-al Doilea Război Mondial, de la un maxim estimat la 8,6 milioane de locuitori în 1939 la 6,8 milioane în anii 1980. 
Totuși, numărul de locuitori a început să crească la sfârșitul anilor 1980 datorită performanțelor economice și imaginii din ce în ce mai pozitive.
Statutul Londrei de port important a scăzut dramatic în decediile de după război, pentru că vechiul Port al Londrei nu a fost adaptat corespunzător pentru navele mari. Principalele porturi ale Londrei au devenit Portul Felixstowe și Portul Tilbury situate în aval. Zona a devenit o mare ruină în anii 1980, dar a fost dezvoltată din nou fiind transformată în apartamente și birouri începând cu mijlocul anilor 1980. Bariera Tamisa  a fost terminată în anii 1980 pentru a proteja Londra de mareele puternice din Marea Nordului.
La începutul anilor 1980, disputele politice dintre GLC, condus de Ken Livingstone și guvernul conservator condus de prim ministrul Margaret Thatcher au dus la desființarea GLC în 1986, iar cele mai multe atribuții ale acestuia au fost preluate de subdiviziunile „borough”. Aceasta a făcut ca Londra să fie singura metropolă din lume fără o administrație centralizată.
În anul 2000, guvernul condus de Tony Blair a creat un alt organ administrativ central, Greater London Authority (GLA), care acoperea aceeași regiune. Noua autoritate avea puteri asemănătoare cu cele ale fostului GLC, structura sa fiind însă diferită, întrucât din această autoritate făceau parte primarul ales al Londrei și o „Adunare a Londrei” (London Assembly). Primele alegeri au fost organizate la 4 mai 2000, iar Ken Livingstone și-a recâștigat funcția deținută anterior. Londra a fost recunoscută ca fiind a 9-a regiune a Angliei.

## Secolul al XXI-lea

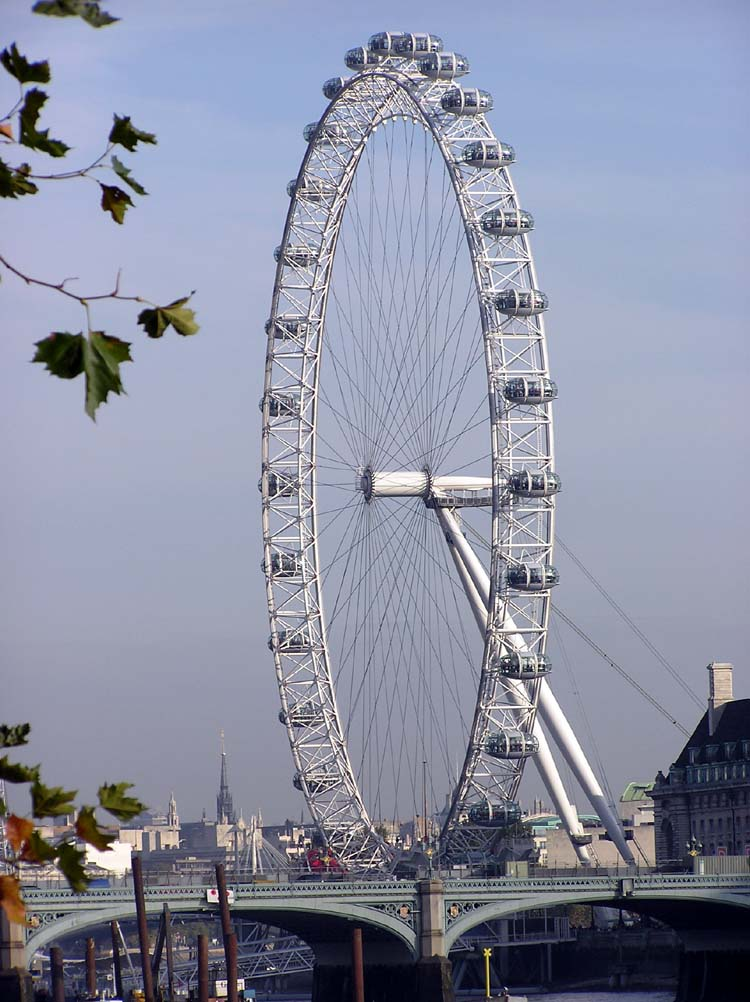
O imagine simbol a Londrei secolului al XXI-lea: London Eye Ochiul Londrei

Pentru a marca trecerea în noul mileniu, Londra a găzduit Domul Mileniului la Greenwich. Domul nu a avut prea mult succes. Alte proiecte au fost însă bine primite de public. 
Unul a fost cea mai mare roată din lume, Roata mileniului sau London Eye (Ochiul Londrei) care a fost ridicată temporar, dar a devenit permanentă pentru că atrage 4 milioane de vizitatori anual. 
Loteria Națională a alocat sume mari de bani pentru finanțarea lucrărilor de îmbunătățire a atracțiilor deja existente, ca, de exemplu, British Museum.
Documentul numit London Plan (un document revizuit periodic care conține strategia de dezvoltare, principiile și obiectivele administratorilor) publicat de primarul Londrei în 2004, estimează că numărul de locuitori va ajunge la 8,1 milioane în 2016 și că va continua să crească și după acest moment. Această previziune a dus la o schimbare a preferințelor către clădirile dense, urbane; au fost construite mai multe clădiri înalte., iar cu privire la rețeaua de transport public s-au făcut propuneri referitoare la modernizare. Obținerea fondurilor necesare pentru proiecte, ca, de exemplu, Crossrail (o extindere a rețelei de metrou sub Londra), rămâne problematică.
Pe 6 iulie 2005 Londra a câștigat competiția pentru organizarea Jocurilor Olimpice din 2012. Totuși, bucuria nu a durat prea mult, pentru că a doua zi, pe 7 iulie 2005, Londra a fost lovită de o serie de atacuri teroriste. Mai mult de 50 de persoane au fost ucise și 750 au fost rănite în cele trei atentate cu bombă.

## Numărul de locuitori
1 d.Hr. — câțiva agricultori
50 — 50–100
140 — 45–60,000
300 — 10–20,000
1000 — 5–10,000
1100 — 10–20,000
1300 — 50–100,000
1350 — 25–50,000
1500 — 50–75,000
1600 — 200,000
1650 — 350,000
1700 — 550,000
1750 — 700,000
1801 — 959,300
1831 — 1,655,000
1851 — 2,363,000
1891 — 5,572,012
1901 — 6,506,954
1911 — 7,160,525
1921 — 7,386,848
1931 — 8,110,480
1939 — 8,615,245
1951 — 8,196,978
1961 — 7,992,616
1971 — 7,452,520
1981 — 6,805,000
1991 — 6,829,300
2001 — 7,322,400
2006 — 7,657,300

## Locuri istorice importante din Londra
- Podul Londrei
- Turnul Londrei
- Palatul Westminster
- Palatul Buckingham
- The City
- Catedrala Saint Paul din Londra
- Catedrala Westminster
- Palatul Alexandra
- Battersea Power Station
- Aeroportul Croydon
- Observatorul astronomic Greenwich
- Hyde Park
- The Monument
- Parliament Hill
- Royal Society
- Royal Institution
- Thames Barrier
- Tyburn
- Waterloo International
- Vauxhall Cross
- Vauxhall Station